# Sony Xperia 1 IV
El Sony Xperia 1 IV [low-alpha 1] es un teléfono inteligente Android fabricado por Sony. Fue lanzado el 11 de mayo de 2022 y reemplaza al Xperia 1 III como el buque insignia de los últimos modelos de serie Xperia Sony. El dispositivo se anunció junto con el Xperia 10 IV de gama media con una fecha de lanzamiento prevista para junio de 2022 (para los mercados asiáticos) y septiembre de 2022 para otros mercados, incluido EE. UU. En los EE. UU., pero a noviembre de 2022, aún no se ha lanzado en los EE. UU.

## Diseño
Xperia 1 IV tiene un diseño más profesional y mejora el diseño ahora único de sus predecesores, Xperia 1 II y Xperia 1 III. Tiene un marco mate con más agarre y un acabado de vidrio mate en la parte posterior, similar al Xperia PRO-I, y tiene un diseño más delgado que los buques insignia anteriores. El teléfono está protegido por Corning Gorilla Glass Victus tanto en la parte delantera y trasera y tiene certificación de resistencia al agua IP65 e IP68.
Todavía hay biseles simétricos en la parte superior e inferior de la pantalla, un diseño característico de Xperia, donde se encuentran los altavoces estéreo frontales duales y la cámara frontal. El lado izquierdo del teléfono está completamente desprovisto de controles o puertos, solo la correa de la antena. La bandeja combinada de tarjetas microSD/SIM ahora está en la parte inferior (o a la derecha cuando se sostiene horizontalmente) junto con el puerto USB-C 3.2 y el micrófono principal, mientras que el lector de tarjetas está a la derecha. La huella dactilar está integrada en el botón de encendido, el control de volumen y un botón de interruptor bidireccional dedicado con un acabado en relieve, que omite los botones de teclas de acceso directo personalizados que se incluían anteriormente en Mark 3.
Las cámaras traseras están en una banda vertical como su antecesor, con un flash LED junto a un sensor de espectro de color en la parte superior. Esta disponible en negro, blanco y morado, con solo negro y morado disponibles en el mercado norteamericano.

## Especificaciones

### Hardware
Xperia 1 IV está alimentado por un SoC Qualcomm Snapdragon 8 Gen 1 de 4nm (4LPE) y una GPU Adreno 730 con 12 GB de RAM LPDDR5, 256 GB o 512 GB de almacenamiento (ampliable hasta 1 TB) y ranuras para una o dos tarjetas híbridas nano-SIM, dependiendo de la región.  El teléfono cuenta con una pantalla OLED 21:9 4K CinemaWide de 10 bits y 120 Hz vista por primera vez en el Xperia 1 III, que ahora es un 50 por ciento más brillante. El teléfono tiene una batería más grande de 5000 mAh (4500 mAh del 1 III) con soporte para carga rápida de 30 W, así como carga inalámbrica Qi on soporte de carga inalámbrica inversa. El teléfono tiene dos altavoces estéreo frontales con controladores de nuevo diseño y compatibilidad con 360 reality Audio. También hay un conector de audio estéreo de 3,5 mm que admite salida de audio de alta definición y una entrada de micrófono para dispositivos externos, como micrófonos externos para videoblogs.[cita requerida]

### Cámara
El Xperia 1 IV es una mejora con respecto al 1 III con su configuración de cámara triple. Las tres cámaras siguen siendo de 12 megapíxeles, pero tienen nuevos sensores y ópticas para lentes ultra gran angular y teleobjetivo. Estos incluyen un sensor primario Exmor RS IMX557 de 12 MP detrás de una lente de 24 mm f/1.7 con OIS, un sensor ultra gran angular IMX563 de 12 MP con 16 mm f/2.2, ambos con enfoque automático de detección de fase, y un TOF 3D IMX316 con 0.3 MP de profundidad.
Lo más destacado de la 1 IV es su teleobjetivo de zoom continuo, que es una mejora significativa con respecto al teleobjetivo de zoom variable de su predecesor. Es un sensor de 12 MP de 1/3,5" con píxeles de 1,0 µm y PDAF, con el mismo diseño de periscopio que el 1 III, ahora puedes hacer zoom de 85 mm a 125 mm de forma continua o usar el zoom digital, como una cámara digital real. No se han confirmado detalles sobre el sensor Sony IMX específico utilizado en el teleobjetivo, aparte de algunas especulaciones de revisores independientes como GSMArena, que revelaron que se trata del IMX650, un sensor de 40 MP con un formato óptico de 1/1,7. La pulgada se usó por última vez en los teléfonos inteligentes Huawei P30 y P30 Pro.  Ya sea cierto o no, obtener el mismo recorte de 12 MP que el Xperia PRO-I en el IMX650 o su aplicación de información de hardware puede estar informando datos incorrectos a través de HWiNFO (Notebookcheck dice que esto parece poco probable), o se muestra un sensor IMX nuevo o completamente desconocido . usado, aún por ver.
Las cámaras 1 IV 3 tienen revestimiento antirreflectante ZEISS T✻ (T-Star) en cada lente, admiten grabación de video 4K a hasta 120 FPS y grabación de video 2K de hasta 120 FPS como su predecesor, y función de ráfaga de video mejorada a 20 FPS. ahora disponible en las 3 cámaras. El zoom digital de la cámara principal puede alcanzar el equivalente a 300 mm, introduciendo el zoom de súper resolución AI por primera vez en el 1III. También mejora el seguimiento en tiempo real con enfoque automático de ojos mejorado para personas, animales y pájaros, que puede bloquear instantáneamente el enfoque en los ojos de un sujeto sin perderlos de vista si de repente pierde el enfoque en el marco.
Por primera vez, el 1 IV tiene una nueva cámara frontal de 12MP que admite grabación de video 4K. Sorprendentemente, es el Sony IMX663 (en lugar del sensor ISOCELL anterior de Samsung) el que se usó originalmente como sensor de teleobjetivo en Xperia 1 III y Xperia PRO-I, e incluso se compara con teléfonos como este. 6 Pro de Google marca otra mejora con respecto a la cámara frontal anticuada de su predecesor con una resolución de 8 MP.[cita requerida]

### Software
El Xperia 1 IV se ejecuta en el último sistema operativo Android 12, que promete 2 versiones principales del software de Android y 2 años de soporte de software. También tiene 3 aplicaciones de cámara diferentes diseñadas para aprovechar el hardware de la cámara 1 IV: "Photo Pro", desarrollado por la división de cámaras α (Alpha) de Sony, se enfoca en las capacidades de control manual completo que normalmente se encuentran en las cámaras Sony equipadas con la serie Professional alpha. de cámaras; Para el cine profesional, "Cinema Pro", desarrollado por la división de cine CineAlta de Sony, y "Basic Mode", que apareció por primera vez en el 1 III, reemplazan la aplicación de cámara estándar, pero con controles adicionales "Photo Pro".[cita requerida]